# Андрієвський сільський округ (Бородуліхинський район)
Андрі́євський сільський округ (каз. Андреев ауылдық округі, рос. Андреевский сельский округ) — адміністративна одиниця у складі Бородуліхинського району Абайської області Казахстану. Адміністративний центр та єдиний населений пункт — село Михайличенково.
Населення —  (2021; 720 у 2009, 926 у 1999, 1067 у 1989).
Станом на 1989 рік існувала Андрієвська сільська рада (села Михайличенково, Петроградське) колишнього Новошульбинського району. Село Петроградське було ліквідоване 2018 року.

## Склад
До складу округу входять такі населені пункти:
| Населений пункт      | Старі назви | Населення, осіб (1989) | Населення, осіб (1999) | Населення, осіб (2009) | Населення, осіб (2021) |
| -------------------- | ----------- | ---------------------- | ---------------------- | ---------------------- | ---------------------- |
| Михайличенково, село | -           | 864                    | 785                    | 703                    | 664                    |
| Петроградське, село  | -           | 203                    | 141                    | 17                     | -                      |